# Entrega tu espíritu EP
Entrega tu espíritu EP (Muerte a los Fother Muckers) es el último trabajo de la banda chilena Fother Muckers, lanzado el 21 de abril de 2011 gratuitamente desde la página oficial de la banda. Se trata de una edición especial para Semana Santa con canciones de iglesia reversionadas. También anuncian la "muerte de los Fother Muckers" mediante un comunicado adjunto:

"Dejamos botada la cruz de los Fother Muckers, apartamos un par de guardias y seguimos nuestro camino. Sírvanse este EP como una última cena, disfrútenla y miren como el velo se rasga en dos. El niño se vuelve hombre y el hombre se vuelve loco. Este cuento se ha acabado."

Este fue el último trabajo de la banda bajo el nombre Fother Muckers, y así darle paso a los Ases Falsos.

## Lista de canciones
| Entrega tu espíritu |                            |                                     |          |  |
| N.º                 | Título                     | Vocalista principal                 | Duración |  |
| 1.                  | «Madre del mundo»          | Cristóbal Briceño                   | 3.08     |  |
| 2.                  | «Alzad las manos»          | Cristóbal Briceño                   | 2.34     |  |
| 3.                  | «Mi alma glorifica»        | Cristóbal Briceño                   | 2.53     |  |
| 4.                  | «La esposa del carpintero» | Cristóbal Briceño y Javiera Naranjo | 2.00     |  |
| 5.                  | «Dios está aquí»           | Cristóbal Briceño                   | 3.59     |  |

## Personal
- Cristóbal Briceño (Voz y guitarra)
- Simón Sánchez (Bajo y coros)
- Héctor Muñoz (Guitarra)
- Martín Del Real (Batería)

## Músicos invitados
- Marcela Fuentes (Coros en Alzad las manos, Mi alma glorifica y Dios está aquí)
- Javiera Naranjo (Voz en La esposa del carpintero)
- Juan Pablo Wasaff (Teclados)

## Enlaces
- Página oficial de Fother Muckers

- Datos: Q5834457